# Astoria (studio d'enregistrement)
Pour les articles homonymes, voir Astoria.

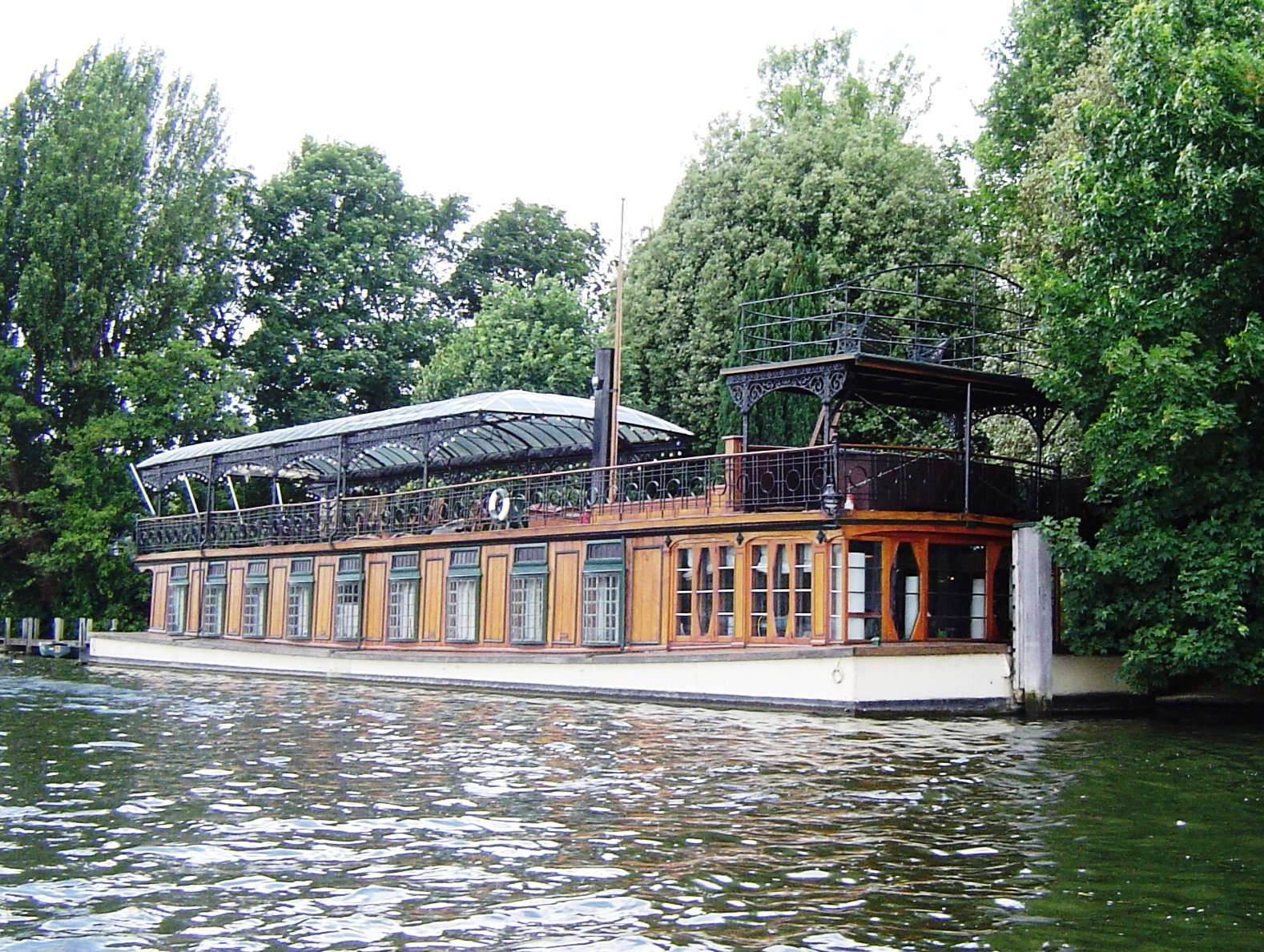
Bateau Astoria

Le bateau Astoria, construit en 1911 pour l'imprésario Fred Karno, est amarré sur la Tamise, près du château de Hampton Court. Il a été dessiné de façon qu'il puisse accueillir un orchestre complet de 90 personnes sur le pont. Il a été racheté en 1986 par David Gilmour, guitariste de Pink Floyd et a été converti en studio d'enregistrement. À cette époque, Gilmour est à la recherche d'espaces éclairés et ouverts pour enregistrer.

## Matériel
D'après une interview accordée par Phil Taylor, technicien guitare de Gilmour, l'Astoria était à l'origine équipé de haut-parleurs UREI 813 studio. Le matériel d'enregistrement changea à deux reprises : en 1990, les UREI 813s ont été remplacés par des haut-parleurs ATC puis ces derniers furent remplacés par une version sur mesure des ATC SCM 150 ASL couplés avec des ATC SCM 150ASL.

## Enregistrements
Certaines parties de trois albums studio de Pink Floyd, A Momentary Lapse of Reason, The Division Bell et The Endless River, ont été enregistrées sur ce bateau ainsi que certains morceaux de l'album en solo de Gilmour On an Island. Les concerts de Pink Floyd Delicate Sound of Thunder et P•U•L•S•E y ont été masterisés, ainsi que la vidéo de ce dernier. Par ailleurs, l'album live Live in Gdańsk et le DVD Remember that Night, de David Gilmour, ont été eux aussi préparés dans ce studio. Le dernier album de David Gilmour, Rattle That Lock (sorti en 2015), a également été enregistré dans ce studio.